# Roger Dessagne
Roger Dessagne (né le 28 octobre 1925 à Paris et décédé le 11 juillet 2006 à Pierre-Bénite) est un syndicaliste français.

## Biographie
Roger Dessagne passa l'ensemble de son enfance à Montceau-les-Mines (Saône-et-Loire) dans le milieu minier. Son père, mineur de fond et ancien combattant, avait manifesté durant l'entre-deux-guerres de fortes convictions de droite ainsi qu'un catholicisme rigoriste. Il avait milité notamment au sein des Croix-de-feu du colonel de La Rocque.  
Son fils suivit une autre route. Entré lui aussi à la société anonyme des Houillères de Blanzy en 1944, Roger Dessagne y passa l'ensemble de sa carrière jusqu'à sa retraite en 1981. Il intégra le service de la lampisterie du puits Darcy à Montceau-les-Mines, où il devint chef-lampiste. En 1940 il fit connaissance avec le militantisme en entrant à la Jeunesse ouvrière chrétienne, dont il devint responsable fédéral en Saône-et-Loire et membre du conseil national. Puis à la Libération il poursuivit en adhérant à la CFTC, où il milita au syndicat des mineurs de Montceau-les-Mines, à l'union locale et à l'union départementale de Saône-et-Loire. En 1964 il fut l'un des rares mineurs du bassin à accepter l'évolution et à adhérer à la CFDT. Il fut alors l'un des principaux fondateurs du syndicat des mineurs CFDT de Montceau-les-Mines et de la Fédération nationale des mineurs CFDT dont il devint membre du Conseil Fédéral dès sa création en 1965. Il représenta la CFDT au comité d'entreprise des Houillères de Blanzy et siégea au comité de bassin du Centre-Midi de 1972 à 1981. Après sa retraite il continua de militer dans les organismes de mineurs retraités.  
Roger Dessagne se fit connaître aussi par son intense activité syndicale interprofessionnelle. Après 1964, il fut fondateur et secrétaire général de l'union locale CFDT de Montceau-les-Mines et membre influent du bureau de l'union départementale CFDT de Saône-et-Loire. Il siégea au Conseil National Confédéral de la CFDT de 1967 à 1972. Il fut l'une des figures emblématiques du syndicalisme dans le bassin minier de Montceau-les-Mines. En 1968 il fut l'un des principaux animateurs des grèves dans les entreprises locales. Par la suite, il représenta notamment la CFDT au comité d'expansion économique de Saône-et-Loire. Il fut membre fondateur et secrétaire du Centre d'Education Permanente et de Promotion Sociale de Montceau-les-Mines et reçut les Palmes Académiques. 
Les années 1980 le virent également militer au sein du Parti socialiste refondé à Épinay-sur-Seine en 1971. Il fut membre du bureau fédéral de Saône-et-Loire et secrétaire administratif du Groupe Socialiste d'Entreprise national Mines.
Après son départ en retraite en 1981, il se consacra également au militantisme associatif afin de sauver et de faire vivre le patrimoine minier. Il s'investit notamment dans l'écomusée industriel de la communauté urbaine Le Creusot-Montceau-les-Mines, ainsi qu'au musée de la Mine à Blanzy. 
Roger Dessagne fut décoré de la Légion d'honneur en 1985.